# Raceway Ter Apel
Der Raceway Ter Apel, auch Circuit de Polderputten, ist eine permanente Motorsport-Rennstrecke für den Oval-Rennsport in den Niederlanden. Er liegt in der Provinz Groningen in der Gemeinde Westerwolde und ist etwa 2 km südöstlich des Dorfkerns von Ter Apel, nur etwa 500 von der deutschen Grenze entfernt gelegen.

## Geschichte
Die 460 m lange Strecke wurde am 28. April 1979 eröffnet. 2010 wurde eine Kurzanbindung geschaffen, mit der eine zweite, 320 m lange Variante eingerichtet werden kann. Die Tribünen und Zuschauerplätze wurden zuletzt 2012 modernisiert.

## Veranstaltungen
Auf der Bahn finden aktuell Wettbewerbe in den Klassen Junioren, Rookie Rods, Standard 2000, BMW-Cup, Super Rods, 2l-Hotrods, und National Hotrod statt, Als Gastklassen starten die Bangerstocks, Saloon-Stockcars, Stockrods und Saloonstox. Dabei ist die Strecke EM-Station der 2l-Hotrods und National Hotrods.

## Sonstiges
Die Anlage kann sowohl im als auch gegen den Uhrzeigersinn befahren werden. 